# Melittia combusta
Melittia combusta is een vlinder uit de familie wespvlinders (Sesiidae), onderfamilie Sesiinae.
Melittia combusta is voor het eerst wetenschappelijk beschreven door Le Cerf in 1916. De soort komt voor in het Neotropisch gebied.